# District of Columbia War Memorial
Das District of Columbia War Memorial erinnert an die Bürger des District of Columbia, die im Ersten Weltkrieg gedient haben. Das Mahnmal steht im West Potomac Park in einem kleinen Wald in der Nähe der Independence Avenue. Das, durch ein Gesetz des Kongresses am 7. Juni 1924 genehmigte Denkmal, wurde durch Mittel des Kongresse und private Spenden finanziert. Der Bau des Mahnmals begann im Frühling 1931 und die Einweihung wurde von Präsident Herbert Hoover am 11. November, 1931 (Armistice Day) vorgenommen. Es war das erste Mahnmal, das im West Potomac Park errichtet wurde und es ist das einzige lokale Mahnmal des Districts an der National Mall.
Das vom Washingtoner Architekt Frederick H. Brooke, mit seinen Partnern Horace W. Peaslee und Nathan C. Wyeth, entworfene District of Columbia War Memorial ist 14,3 m hoch. Der auf einem Betonfundament ruhende, 1,2 m hohe Marmorsockel grenzt eine Plattform von 13,2 m Durchmesser ein, der als Orchesterpavillon gedacht war. Im Grundstein des District of Columbia World War Memorial befindet sich eine Liste von 26.000 Washingtonern, die im Ersten Weltkrieg gedient haben. In den Sockel sind die Namen von 499 Bürgern des District of Columbia eingraviert, die im Krieg ihr Leben ließen. Außerdem befinden sich auf dem Sockel Medaillons, die die Zweige der Streitkräfte darstellen. Das Oberteil mit der Kuppel wird von 12 Säulen getragen, die 6,70 m hoch sind.
Im September 2008 brachte der Republikaner Ted Poe aus Texas einen Gesetzesvorschlag in den Kongress ein, nach dem das Mahnmal erweitert und zum nationalen Denkmal für den Ersten Weltkrieg werden sollte.
Das Mahnmal wird durch die Abteilung National Mall and Memorial Parks des National Park Service verwaltet.

## Weiterführende Literatur
- Views of the National Parks – National Park Service.
- Historic American Buildings Survey (2005), No. HABS DC-857.